# Robert Pfitzner

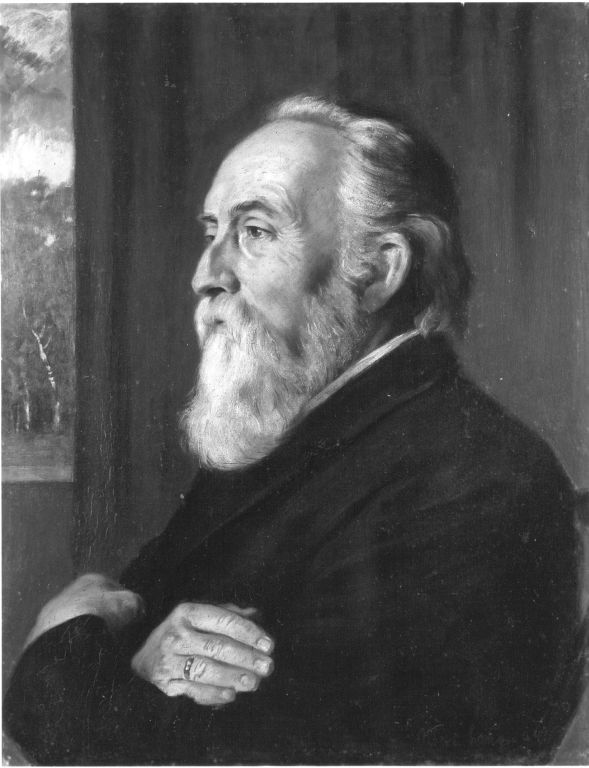
Musikdirektor Robert Pfitzner, Gemälde von Albert Lang, 1894

Karl Robert Pfitzner (* 8. September 1825 in Frohburg; † 11. November 1904 in Schönberg) war ein deutscher Violinist und Musikdirektor.

## Leben und Werk
Robert Pfitzner kam als Sohn des Frohburger Stadtmusikdirektors und Kantoreiverwalters Gottfried Pfitzner (1795–1887) und dessen erster Ehefrau Christiane Juliane Teichmann (1800–1846) zur Welt. 1843 schrieb er sich am Leipziger Konservatorium, unmittelbar nach dessen Gründung, als sechster Schüler ein und studierte dort bis 1846 Violine bei Ferdinand David und Musiktheorie bei Moritz Hauptmann.
In der Saison 1850/51 war er erster Violinist am Stadttheater Würzburg. 1860 ging er nach Moskau, wo er bis 1872 als Orchestergeiger im Bolschoi-Theater musizierte. 1863 spielte er in Richard Wagners Moskauer Konzerten mit. 1872 zog er nach Frankfurt am Main und wirkte dort bis zu seiner Pensionierung  1892 als erster Violinist und Musikdirektor des Stadttheaters.
Robert Pfitzner war seit dem 21. Dezember 1866 verheiratet mit Wilhelmine Pfitzner, geb. Reimer (* 24. Dezember 1840 in Moskau; † 26. Januar 1924 in Frankfurt am Main), die ihre Tochter Elisabethe Caroline (* 18. Dezember 1862 in Sankt Petersburg; † 1912) in die Ehe mitbrachte. Das Paar hatte zwei gemeinsame Söhne, die beide Musiker wurden:
- Heinrich Carl (* 18. Dezember 1867 in Moskau; † um 1935/40)[9][10]
- Hans Erich (* 5. Mai 1869 in Moskau; † 22. Mai 1949 in Salzburg)